# Leschenaultia coquilletti
Leschenaultia coquilletti là một loài ruồi trong họ Tachinidae.